# Jean Maynier
Jean Maynier, baron d’Oppède, né le 10 septembre 1495 à Aix-en-Provence, mort le 29 juillet 1558 au même endroit, est un magistrat français, premier président du Parlement d’Aix, qui a dirigé l'expédition de 1545 au cours de laquelle furent massacrés près de 3 000 Vaudois du Luberon.

## Biographie
Jean Maynier est le fils d'Accurse Maynier (un magistrat originaire d'Avignon, à qui le pape a inféodé la baronnie d'Oppède après qu'il fut ambassadeur de France à Venise, en 1501, président du Parlement de Provence en 1507). Son fils devient conseiller au Parlement d'Aix en 1522, puis premier président le 20 décembre 1543 et lieutenant général de Provence le 26 février 1544.
En 1535, François Ier prend un édit contre les Vaudois, à partir d'une fausse accusation disant que les Vaudois allaient marcher sur Marseille [voir Livre des Martyrs de Jean Crespin 8e Édition, Livre III "Merindol et Cabriere"]. En 1545, le roi envoie de nouvelles lettres patentes exécutoires de l’édit de Mérindol pour purger la Provence de l'hérésie. Maynier fait appel au capitaine Paulin, met à ses services ses 2 000 hommes. Le comte de Grignan étant absent, il prend la tête de la troupe et envahit le territoire des Vaudois. Ces derniers s'étant retirés de Mérindol en laissant femmes, enfants, vieillards et malades derrière eux, Maynier les fait passer par les armes, puis le village est pillé et brûlé.
Par la suite, renforcée par une troupe envoyée par le vice-légat d'Avignon, l'armée s'empare de Cabrières, où se sont retranchés des Vaudois, après deux jours de siège; une trentaine sont mis à mort. Avant de se retirer vers Cavaillon, il fait mettre à part les femmes et les enfants disposés à se convertir, il fait massacrer tous les habitants entassés dans le château (pour les hommes) et l'église (pour les femmes), au mépris de la capitulation. Les rares survivants rejoignent Genève et les cantons suisses protestants.
En récompense de ses actes, le pape Paul III adresse un bref flatteur à Maynier, fait chevalier de l'Éperon et comte palatin. Toutefois, une plainte de Françoise de Bouliers, dame de Cental, est renvoyée par le roi devant les juges aux parties. Puis, l'affaire traînant pendant quatre ans, elle est renvoyée par lettres patentes du 17 mars 1551 devant la grande chambre du Parlement de Paris. Absous, Maynier est réintégré dans ses fonctions, ainsi que ses coaccusés, à l'exception de l'avocat-général Guérin, convaincu de faux et décapité en place de Grève
Il est l'auteur d'une traduction en vers de six Triomphes de Pétrarque, parue à Paris en 1538.